# Trelawny League
Trelawny League là một giải đấu bóng đá Anh bao gồm các đội bóng ở Tây Cornwall, tạo thành từ sự hợp nhất 2 giải đấu Mining League và Falmouth & Helston League cuối mùa giải 2010–11. Có tất cả sáu hạng đấu, hạng đấu cao nhất nằm ở cấp độ 13 của Hệ thống các giải bóng đá ở Anh. Có tối đa 2 đội ở Premier Division có thể lên chơi ở Cornwall Combination nếu họ về đích ở top 3 và đạt yêu cầu về sân bãi.
Giải đấu mới Trelawny League khởi tranh từ mùa giải 2011–12 sau khi giải đấu Falmouth and Helston League kỉ niệm 50 năm thành lập.

## Nhà vô địch
| Mùa giải | Premier Division                   |
| -------- | ---------------------------------- |
| 2011–12  | Goonhavern Athletic                |
| 2012–13  | Illogan Royal British Legion Dự bị |
| 2013–14  | Illogan Royal British Legion Dự bị |
| 2014–15  | Carharrack AFC                     |

## Các Câu lạc bộ mùa giải 2014–15

### Premier Division
- Carharrack
- Chacewater
- Constantine
- Gulval
- Gwinear Churchtown
- Holman Sports
- Mawnan
- Mousehole Dự bị
- St. Buryan
- St. Day Dự bị
- St. Keverne
- Threemilestone
- West Cornwall

### Division One
- Camborne School of Mines
- Halsetown
- Hayle Dự bị
- Lizard Argyle
- Newlyn Non-Athletico
- Perranporth Dự bị
- Praze-an-Beeble
- RNAS Culdrose Dự bị
- Rosudgeon
- St. Agnes Dự bị
- St. Ives Town Dự bị
- Stithians
- Trevenson United
- Wendron United Dự bị

### Division Two
- Chacewater Dự bị
- Frogpool & Cusgarne
- Goonhavern Athletic Dự bị
- Illogan Royal British Legion 'A'
- Marazion Blues
- Mullion Dự bị
- Pendeen Rovers Dự bị
- Penryn Athletic 'A'
- Redruth United Dự bị
- St. Buryan Dự bị
- St. Just Dự bị
- Sennen
- Storm
- Trispen

### Division Three
- Camborne Park
- Cury
- Four Lanes
- Helston Athletic 'A'
- Holman Sports Dự bị
- Lanner
- Marazion Blues Dự bị
- Mawnan Dự bị
- Newquay 'A'
- St. Agnes 'A'
- St. Day 'A'
- Wendron United 'A'
- West Cornwall Dự bị

### Division Four
- Carharrack Dự bị
- Falmouth Town 'A'
- Frogpool & Cusgarne Dự bị
- Gwinear Churchtown Dự bị
- Lizard Argyle Dự bị
- Ludgvan Dự bị
- Mabe
- Madron
- Mousehole 'A'
- Newlyn Non-Athletico Dự bị
- Penwith Exiles
- Praze-an-Beeble Dự bị
- St. Ives Mariners
- Troon Dự bị

### Division Five
- Camborne Athletic
- Camborne Town
- Falmouth DC
- Mabe Dự bị
- Madron Dự bị
- Newbridge Athletic
- Newlyn Lions
- Newquay 'B'
- Probus Dự bị
- Railway Locomotiv
- St. Erme
- Stithians Dự bị
- Storm Dự bị
- Trevenson United Dự bị
- Wendron United 'B'